# Cal Casaler
Cal Casaler és una obra noucentista de Santa Margarida i els Monjos (Alt Penedès) inclosa a l'Inventari del Patrimoni Arquitectònic de Catalunya.

## Descripció
Edifici amb pati lateral. Cos central composta de planta baixa i planta pis. Garatge adossat. Façana amb balcó corregut, amb dues portes de llinda esgraonada decorada amb ceràmica. Coronament ondulat amb boles als extrems. Finestra tripartita i portal d'arc de mig punt a la planta baixa. Llenguatge noucentista.